# Čon He-sop
Čon He-sop (korejsky 전해섭, anglickým přepisem Jeon Hae-sup; * 15. února 1952) je bývalý jihokorejský zápasník, volnostylař. V roce 1976 vybojoval bronzovou medaili v kategorii do 52 kg na olympijských hrách v Montréalu.